# Condado de Changhua

Localização do condado em Taiwan.

Condado de Changhua (chinês tradicional: 彰化縣, pinyin: Zhānghuà Xiàn) é o menor condado da ilha Formosa, em Taiwan, e o quarto menor no país, com uma população total de 1,3 milhão, sendo o mais populoso do país.